# Microsoft FrontPage
Microsoft FrontPage, eg. Microsoft Office FrontPage, är en WYSIWYG-HTML-editor och ett verktyg för administration av webbplatser. Det är skapat av Microsoft och ingår i vissa varianter av Microsoft Office.
Tidigare fanns även en enklare version av FrontPage kallad FrontPage Express. Detta program följde med Internet Explorer, till och med version fyra.
Den senaste versionen av Frontpage är version 2003 och har sedan blivit ersatt av Microsoft Expression Web och Microsoft Sharepoint Designer.